# Bahnhof Schwaikheim
Der Bahnhof Schwaikheim liegt am Streckenkilometer 6,8 der Bahnstrecke Waiblingen–Schwäbisch Hall-Hessental und ist eine Station im Netz der S-Bahn Stuttgart. Gemäß der Eisenbahn-Bau- und Betriebsordnung handelt es sich jedoch nicht um einen Bahnhof, sondern um einen Haltepunkt.

## Geschichte

### Planung und Bau
In den 1860er Jahren planten Ingenieure eine Bahntrasse von Waiblingen nach Backnang. Sie arbeiteten vorerst zwei Vorschläge aus. Im ersten wäre die Strecke über Korb nach Winnenden gelangt. Der zweite Vorschlag sah vor, die Trasse weitmöglich im Remstal zu belassen und sie erst möglicherweise bei Großheppach nach Norden abzuschwenken.
Letztlich fiel die Entscheidung für den Bau eines Viadukts über die Rems bei Neustadt und die jetzige Trassenführung. Der Schwaikheimer Schultheiß Gebhard Friedrich Simon, der zu dieser Zeit als Abgeordneter im Landtag saß, bemühte sich stark um einen Schienenanschluss für seinen Heimatort.
Auf Schwaikheimer Gemarkung waren einige Erdarbeiten nötig. Um die Bahnlinie vom Erbachtal auf die Winnender Höhe zu lenken, musste die Königlich Württembergische Staatsbahn einen Tunnel graben. Für den geraden Verlauf in westlicher Richtung erfolgte die Errichtung eines Bahndamms über den Lohwiesenbach.
Der Bahnhof entstand einen Kilometer südlich von Schwaikheim. Die Staatsbahn bot der Gemeindeverwaltung den Bau eines Durchlasses für eine Landstraße an. Doch diese lehnte ab und forderte lediglich die Breite eines Fußgängerweges.
Das Bahnhofsgebäude ist erhalten geblieben. Es handelt sich um ein zweistöckiges, 15 Meter langes und neun Meter breites Gebäude mit Satteldach. Das Erdgeschoss besteht aus Sandstein, das Obergeschoss aus Backstein. Im Erdgeschoss fand anfangs auch eine Postagentur mit Telegraf Platz.

### Eröffnung und Entwicklung
Am 26. Oktober 1876 fand die feierliche Eröffnung des Bahnhofs Schwaikheim statt. An jenem Tag nahm die Staatsbahn das erste Teilstück der Murrtalbahn zwischen Waiblingen und Backnang in Betrieb.
Die Gemeindeverwaltung legte die Bahnhofsstraße an. Anfangs jedoch nur als unbefestigten Feldweg. Erst 1907 kam es zu deren Ausbau und Weiterführung zur Staatsstraße (heute Kreisstraße 1911 Waiblingen–Winnenden).
Schwaikheim wuchs in Richtung des Bahnhofs und entwickelte sich vom Bauerndorf zur Arbeitersiedlung. Die Landwirtschaft betrieben viele nur noch als Nebenerwerb.

### Modernisierung
Von 1962 bis 1965 erfolgte der zweigleisige Ausbau und die Elektrifizierung des Streckenabschnitts Waiblingen–Backnang bei gleichzeitiger Integration in den Stuttgarter Vorortverkehr. Neben dem alten eingleisigen Schwaikheimer Tunnel wurde ein neuer zweigleisiger Tunnel gebaut. Auf beiden Seiten des Bahnhofs musste dazu die Strecke etwas verschwenkt werden. Bei diesem Umbau erhielt der Bahnhof eine Fußgängerunterführung. Die Deutsche Bundesbahn plante sie mit einer Breite von zwei Metern. Doch die Gemeindeverwaltung setzte sich mit ihrem Wunsch nach drei Metern durch.
Als weitere Verbesserung im Nahverkehr, nahm die Bundesbahn am 27. September 1981 die S-Bahnlinie S3 Backnang–Schwabstraße in Betrieb.

## Infrastruktur
Bis 1965 verfügte der Bahnhof an der damals eingleisigen Murrbahn über ein Ausweichgleis. Seit dem zweigleisigen Ausbau gibt es hier keine Ausweichmöglichkeit mehr. Die zwei Streckengleise weisen Außenbahnsteige auf. Bis in die 90er Jahre existierte zudem noch östlich des Empfangsgebäudes ein beidseitig angeschlossenes Ladegleis, das mittlerweile auch zurückgebaut wurde und dem Bau eines Parkplatzes weichen musste.
Am Bahnhof steht eine GSM-R-Basisstation, die unter anderem den Tunnel sowie den bis über Waiblingen hinaus reichenden Streckenabschnitt mit Zugfunk versorgt.

## Bahnbetrieb
Der Haltepunkt wird von der Linie S3 der S-Bahn Stuttgart bedient. Auf Gleis 1, am Hausbahnsteig, halten die Züge Richtung Waiblingen, auf Gleis 2 die Richtung Backnang.
Der Bahnhof Schwaikheim gehört bei der Deutschen Bahn AG der Preisklasse 5 an.

### S-Bahn
| Linie | Strecke |
| ----- | --- |
| S 3   | Backnang – Winnenden – Waiblingen – Bad Cannstatt – Hauptbahnhof – Schwabstraße – Vaihingen – Rohr – Flughafen/Messe (Verstärkerzüge im Berufsverkehr zwischen Backnang und Vaihingen). |